# Tonto National Monument
Le monument national américain Tonto National Monument est situé au centre de l'Arizona. Ce site présente des ruines d'habitation habitées du XIIIe siècle au XVe siècle par des Amérindiens. Le district archéologique du monument national de Tonto a été inscrit au registre national des lieux historiques le 15 octobre 1966 . 

## Description
Des habitations bien conservées sur les falaises ont été occupées par la culture Salado au cours des XIIIe, XIVe et début du XVe siècles. Les gens cultivaient dans la vallée de la rivière Salt et complétaient leur alimentation par la chasse et la cueillette de plantes indigènes. Les Salado étaient des artisans d’art, produisant certaines des poteries polychromes les plus flamboyantes et des textiles tissés complexes que l’on puisse trouver dans le Sud-Ouest. Certains des artefacts excavés à proximité sont exposés dans le musée du centre d’accueil.

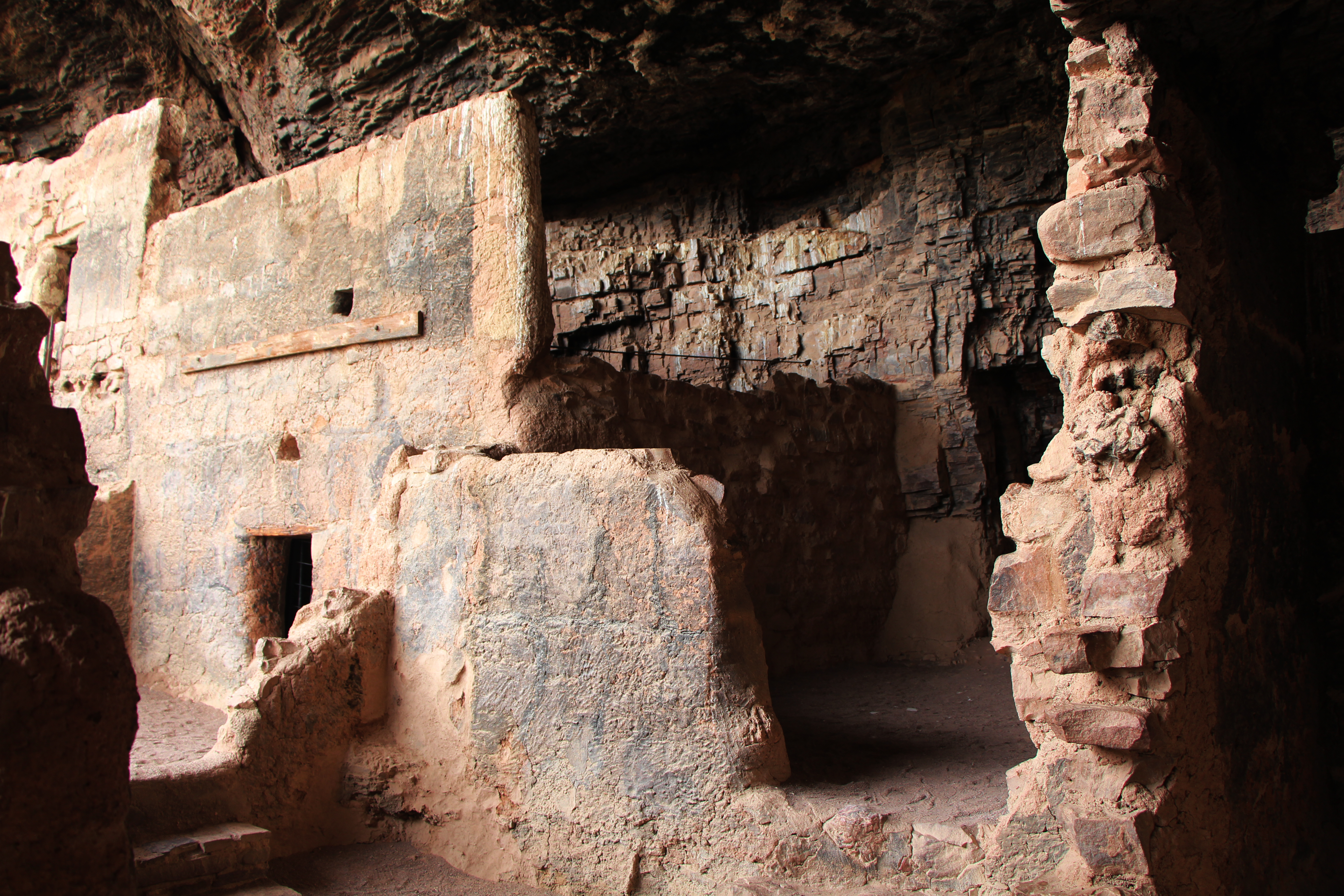
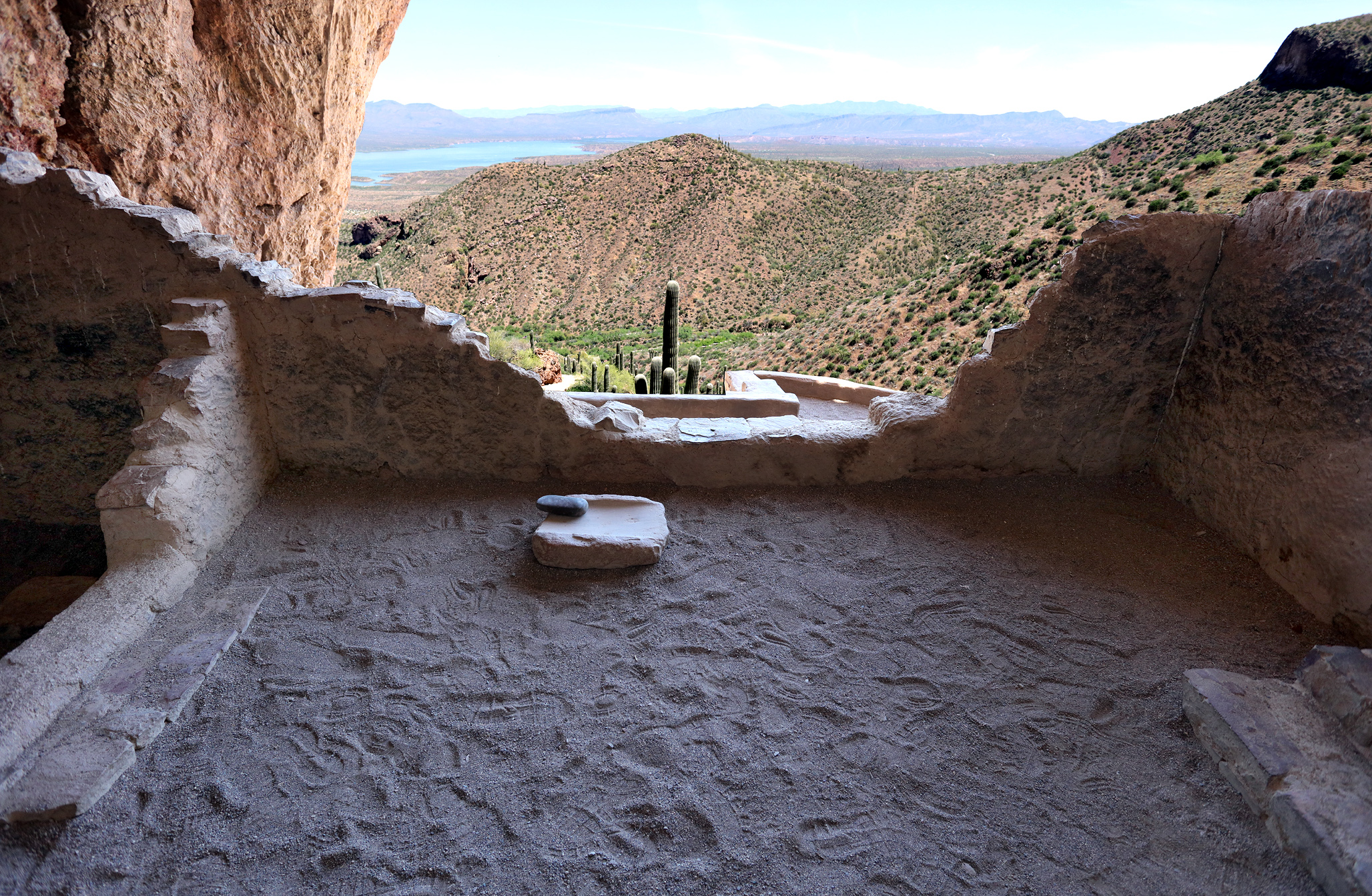
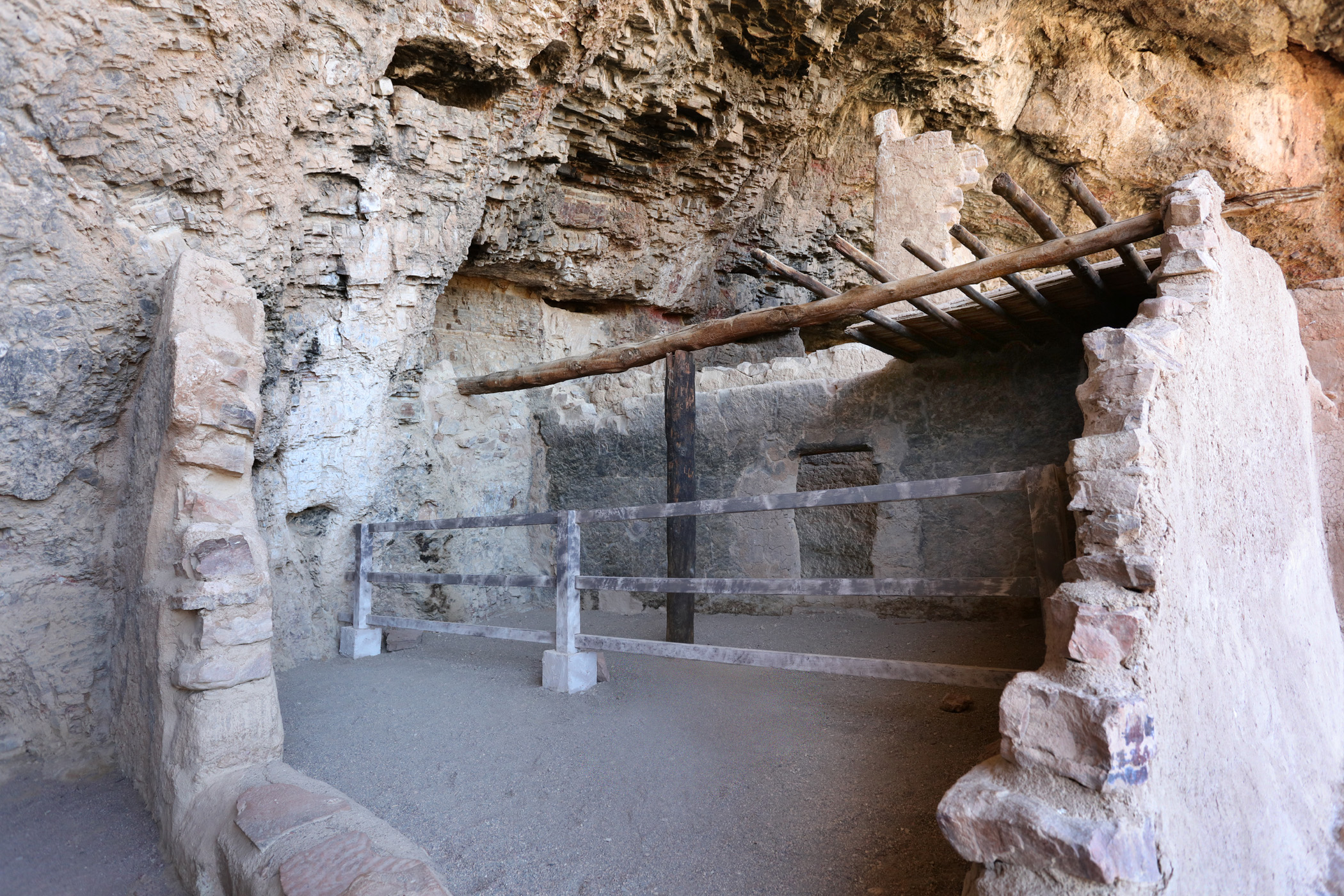
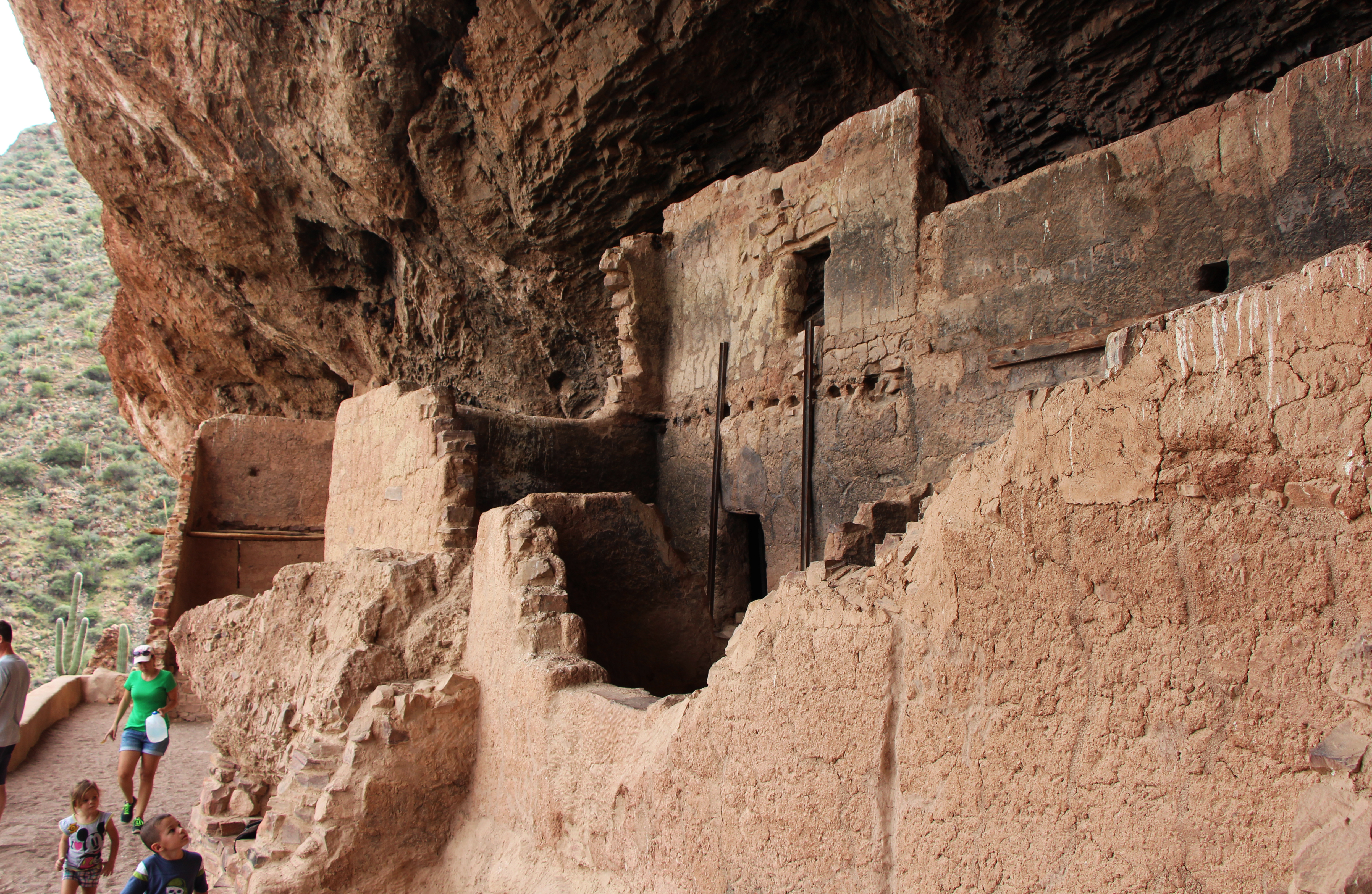
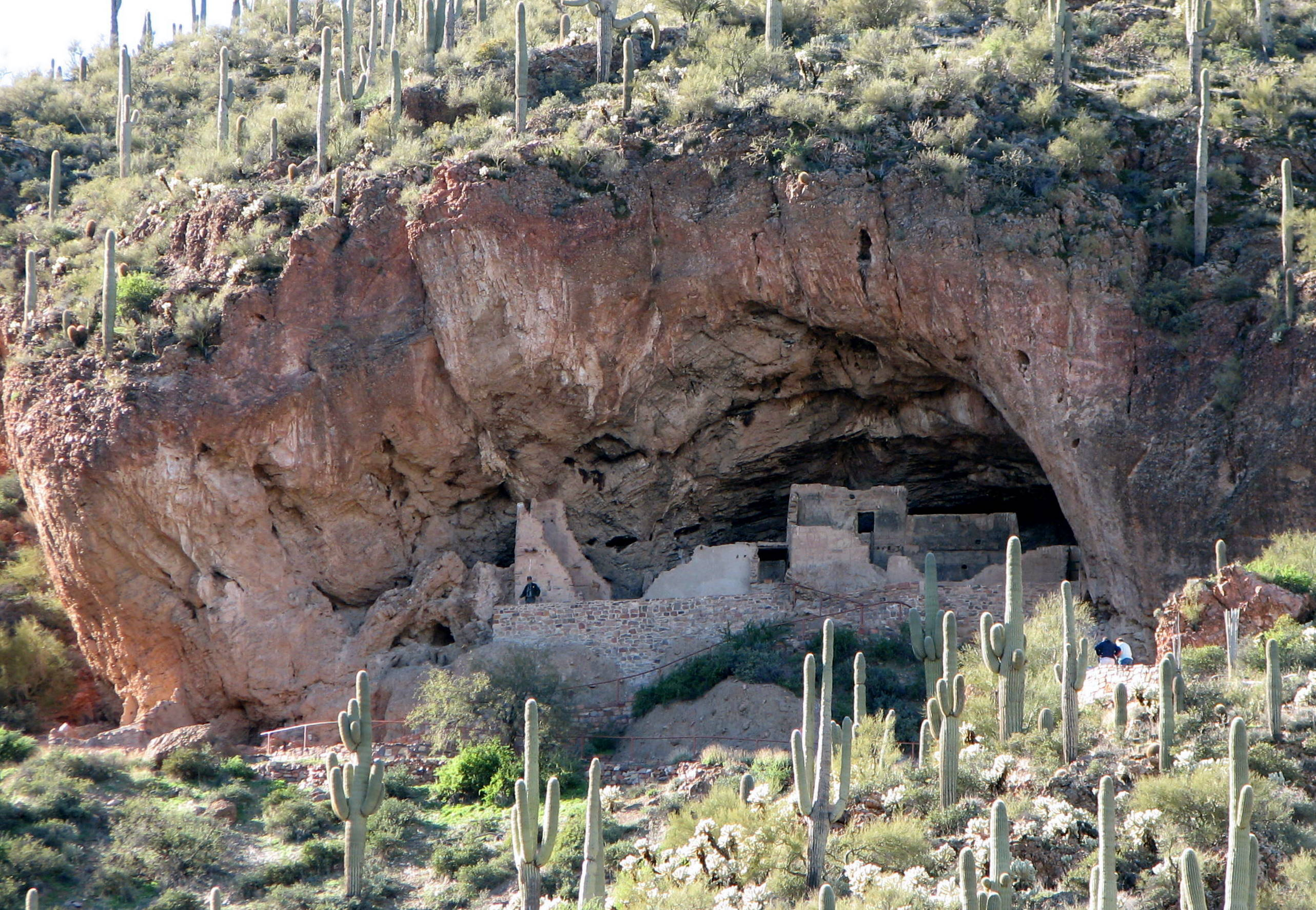
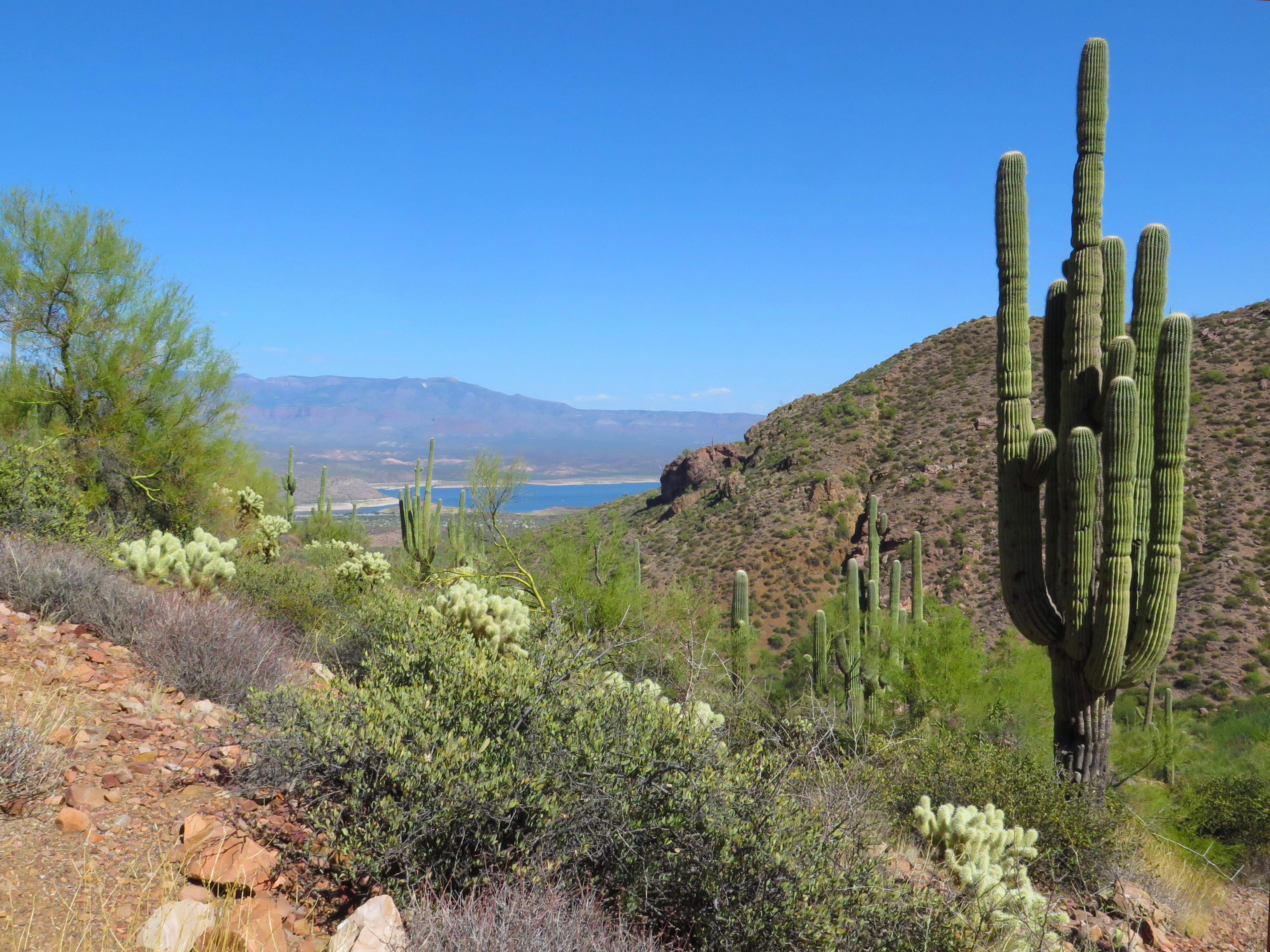

## Écologie
Le site se trouve à l’extrémité nord-est de l’écorégion du désert de Sonora, un habitat aride avec des précipitations annuelles d’environ 400 mm. La rivière Salt traverse cette région, fournissant une source d’eau rare, toute l’année. Le monument national est entouré par la forêt nationale de Tonto, qui comprend des plaines basses, des garrigues désertiques et des forêts de pins alpins. 
L’écosystème du Sonora est connu pour ses cactus saguaro caractéristiques. Parmi les autres plantes communes, citons : le cholla, le figuier de barbarie, le cactus-hérisson et le cactus tonneau (floraison d’avril à juin) ; le yucca, le sotol et l’agave ; buisson de créosote et ocotillo ; les arbres Palo Verde et mesquite ; une étonnante variété de fleurs sauvages colorées les bonnes années (février à mars) ; et une zone riveraine luxuriante qui abrite de grands noyers de l’Arizona, des sycomores de l’Arizona et des micocouliers.
Il sert également d’habitat à des animaux tels que le cerf de Virginie et le cerf mulet, le puma, le lynx roux, trois espèces de serpents à sonnettes et bien d’autres.